# 克里斯托弗·德莱赛
克里斯托弗·德莱赛（Christopher Dresser，1834年7月4日—1904年11月24日），是19世纪下半叶的英国设计师和设计理论家，被广泛认为是世界第一位独立设计师，同时亦是唯美主义，英國-日本风格和现代英式风格的重要人物。

## 生平
德莱赛出生于大不列顛島格拉斯哥约克郡的一个家庭，在13岁时进入英国政府设立的位于伦敦萨默塞特府的设计学院学习,在这里他接受了设计培训，并选择植物学作为其专业方向，他在1855年以植物学教授的身份，通过讲授艺术植物学来完成了他的课程。
1857年，他在《艺术杂志》上发表了一系列文章，提出：“植物学可适用于艺术和艺术制成品的观点”1858年，他卖掉了自己的第一件设计。
在1850德国耶拿大学马蒂亚斯·雅各布·施莱登主持举行的会议上，向德莱赛授予了传统的博士学位，并提交了他的《植物学雏形》（1859）《统一品种》（1859）和植物学的尖端文件，德莱赛缺席了大学的博士学位授予仪式。
从这时起，他的设计工作扩大到了地毯，陶瓷，家具，玻璃，图形，金属制品等，包括银质电镀制品以及纺织品印花和机织物，在1862年的伦敦国际展览会上，他声称设计“像任何人一样多（'as much as any man'）”早在 1865年，建筑新闻杂志报道：在职业生涯的早期他一直活跃在壁纸设计，纺织设计和地毯图案设计等装饰艺术革命的前沿。